# Frontera entre Camerún y Gabón
La frontera entre Camerún y Gabón es un límite terrestre de 298 km; se encuentra en el norte de Gabón.

Cambios en las fronteras de Camerún y de Gabón.

Es la más pequeña de las tres fronteras terrestres de Gabón después de la frontera con la República del Congo (1 903 km) y aquella con Guinea Ecuatorial (350 km). Marca el límite norte del país y sigue un curso aproximadamente rectilíneo, orientado de oeste a este. 
Proviene de la frontera entre el Camerún alemán (Kamerun) y el Gabón francés, dibujado durante la convención franco-alemana del 9 de abril de 1908.
Se materializa en varios ríos, incluyendo el Kye, Ntem, Kom y Ayina.